# САУ СУ-5
СУ-5 - радянська легка самохідна артилерійська установка (САУ) класу самохідних гаубиць, створена на базі танка Т-26  .
Була розробкою так званого «малого триплексу», оптимізацією компонування САУ, моделей СУ-5-1, СУ-5-2, СУ-5-3 .

## Варіанти та модифікації
5 серпня 1933 року було прийнято постанову РВС СРСР «Система артозброєння РККА на другу п'ятирічку», у якому передбачалося створення «малого триплексу» (трьох типів артилерійських гармат, встановлених єдине шасі). На виконання цього рішення, навесні 1934 Ленінградський завод дослідного машинобудування № 185 імені С. М. Кірова почав розробляти самохідну артилерійську гармату СУ-5 на шасі танка Т-26.
До осені 1934 року конструкторське бюро заводу під керівництвом П. Н. Сячинтова виготовило три самохідно-артилерійські установки: СУ-5-1, СУ-5-2 і СУ-5-3, що відрізнялися, в основному, озброєнням. Заводські випробування всіх трьох машин пройшли з 1 жовтня до 29 грудня 1934  .
Виробництво серійних СУ-5-2 було розпочато наприкінці 1935 року, коли здали перші 4 машини із настановної партії. До літа 1936 були випущені ще 6 установок, дві з яких відправили на військові випробування. До кінця року зібрали ще 20 одиниць, після чого виробництво СУ-5-2 було припинено та подальші роботи за програмою «малий триплекс» було зупинено  .

## Примітки

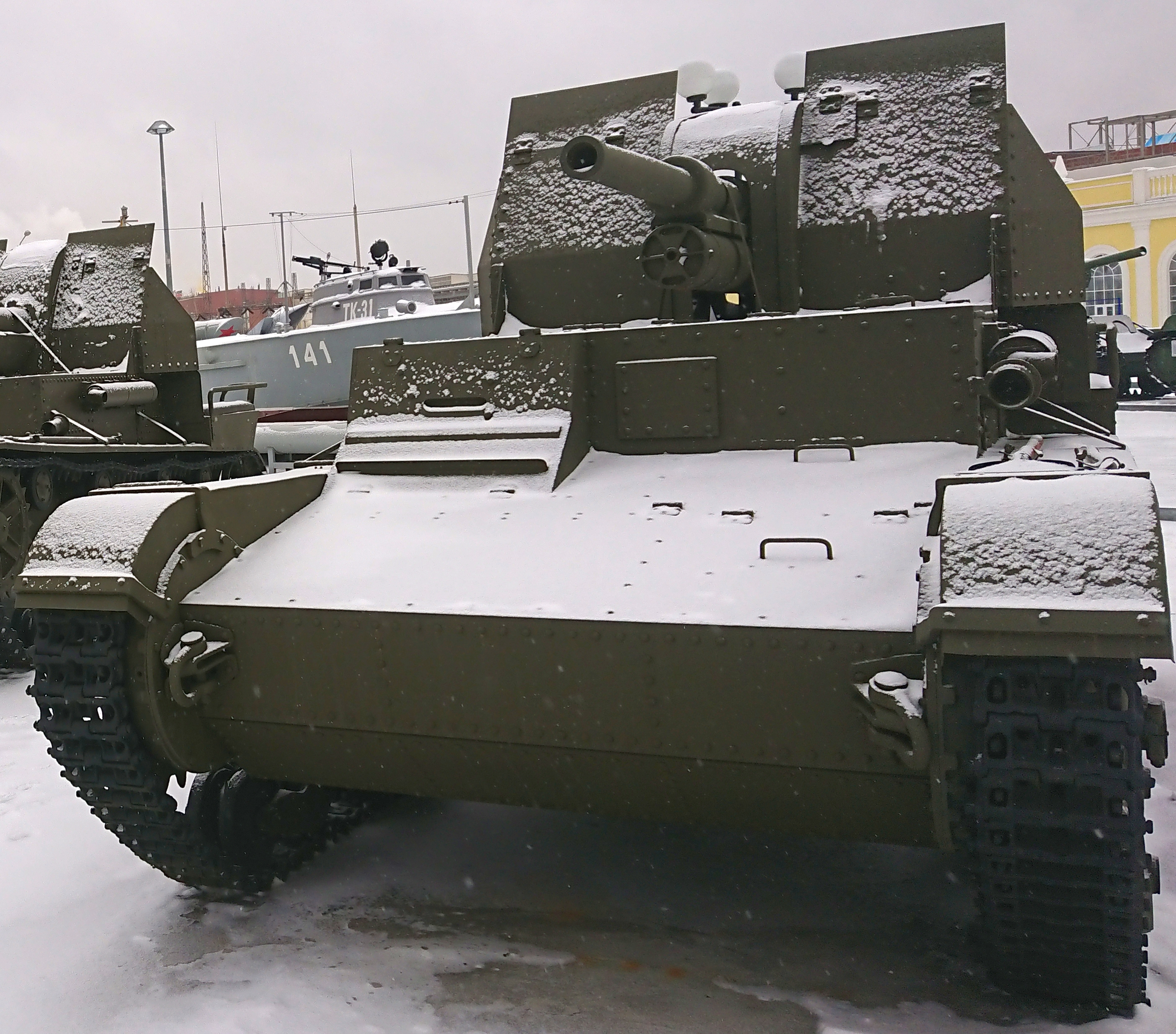
СУ-5-1 у музеї військової техніки УГМК

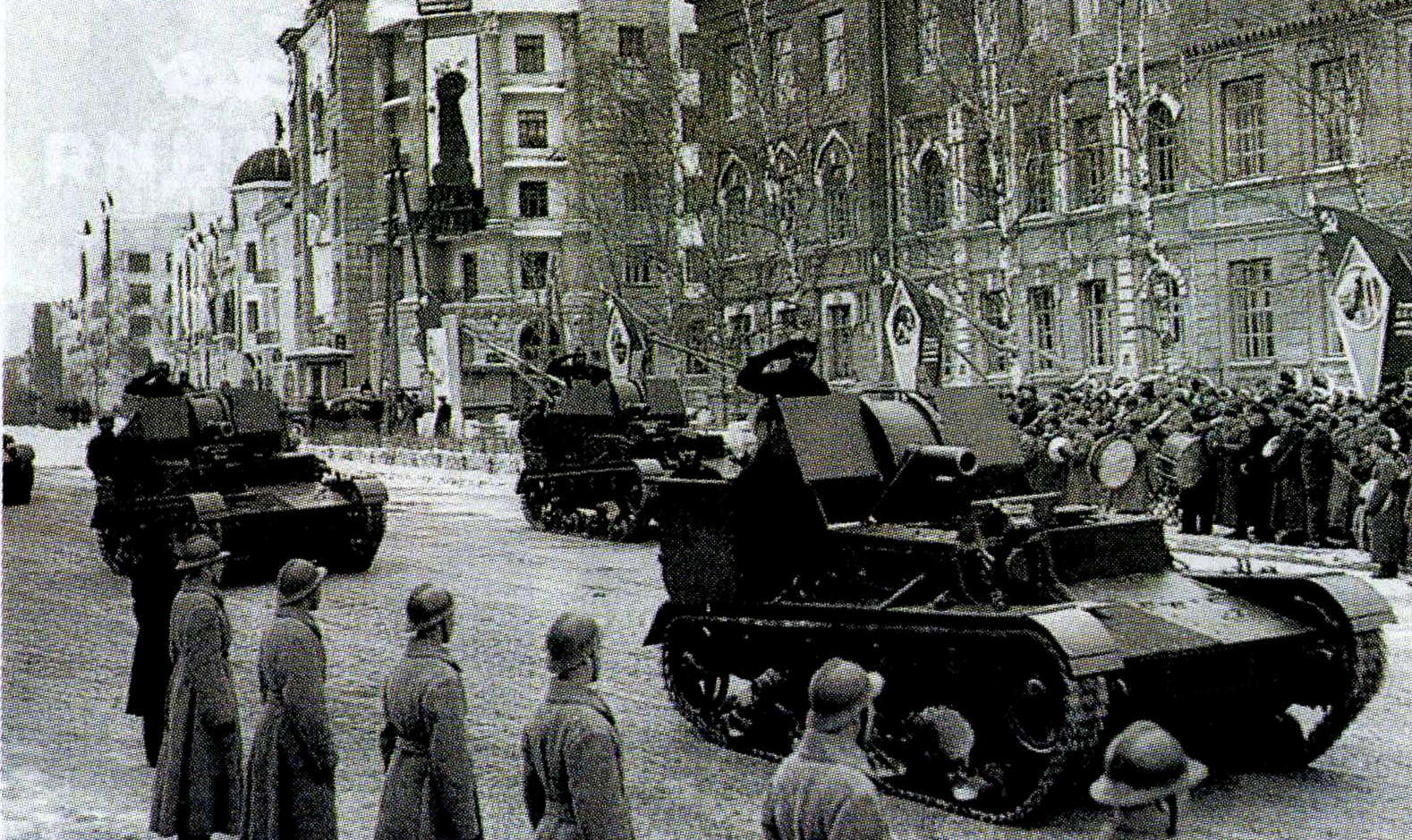
СУ-5-2 на військовому параді у Хабаровську, 1936 рік

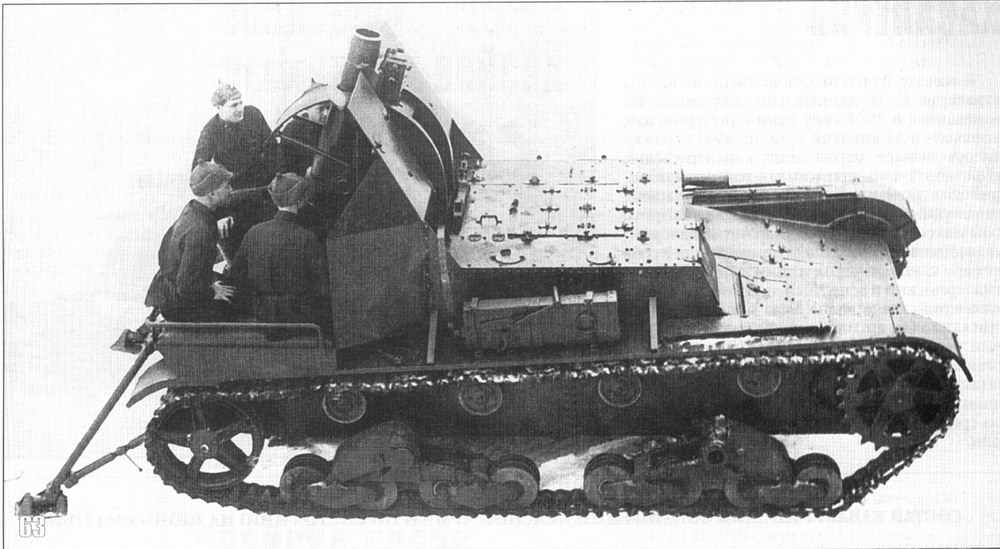
Експериментальна САУ СУ-5-3

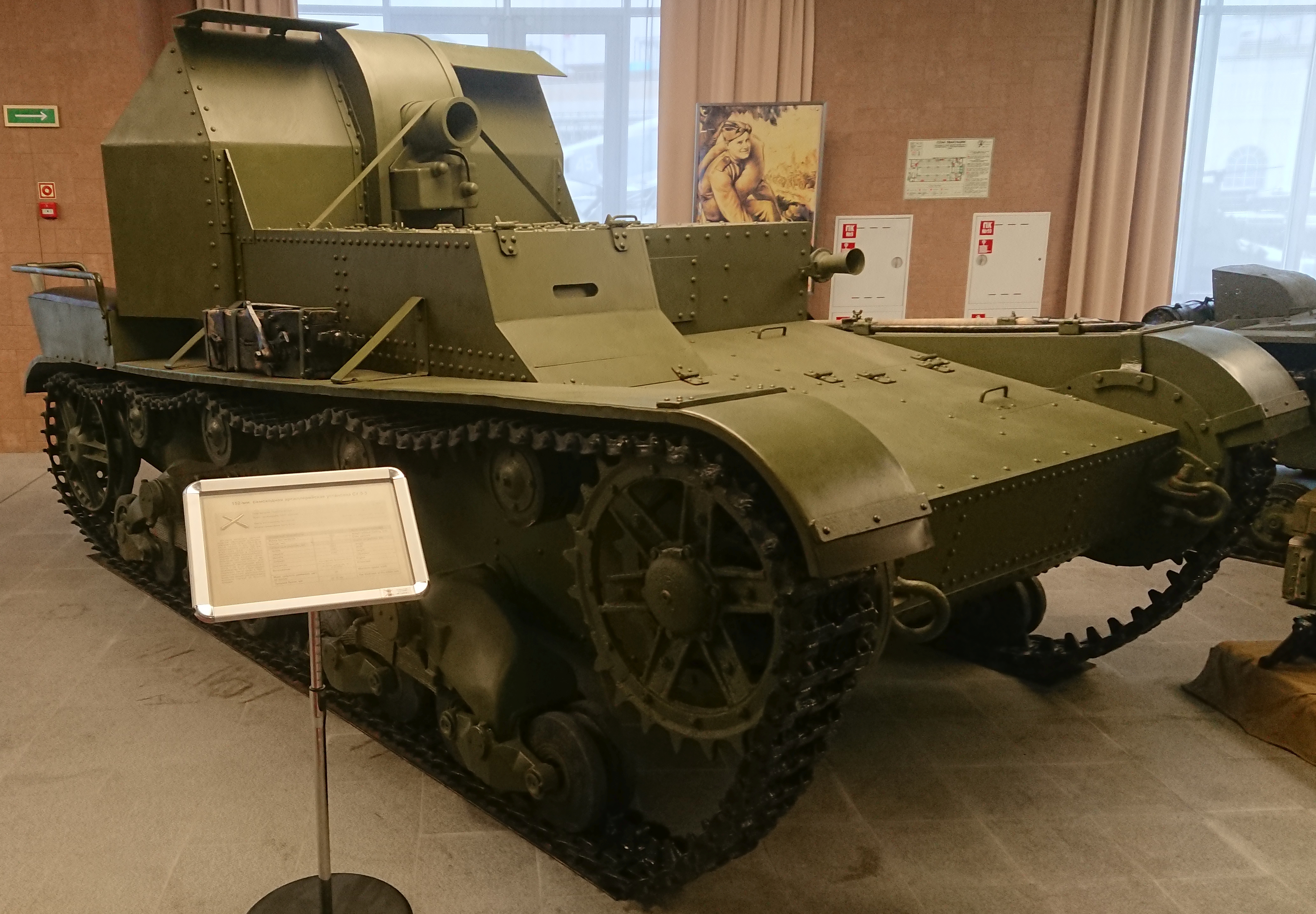
Єдиний екземпляр СУ-5-3

## Експлуатація та бойове застосування
Влітку 1938 п'ять СУ-5-2 застосовувалися РСЧА під час бойових дій біля озера Хасан  . Хоча бойове застосування СУ-5-2 зі складу 2-ї механізованої бригади РСЧА в боях біля озера Хасан було нетривалим, в документах військового командування зазначено, що самохідні гармати «надали велику підтримку піхоті та танкам»  .
У вересні 1939 року одна батарея СУ-5 (зі складу 32-ї танкової бригади РСЧА) брала участь у поході до Польщі, машини пройшли маршем 320 км, але в бойових діях участі не брали  .
Наявність Т-26 СУ-5 у Червоній армії на 1 червня 1941 
| Приналежність | Категорія | Категорія | Категорія | Усього |
| Приналежність | 2-я       | 3-тя      | 4-та      | Усього |
| ------------- | --------- | --------- | --------- | ------ |
| ЗОВО          | 3         | 1         | 4         | 8      |
| КОВО          | 5         | 3         | 1         | 9      |
| ДВФ           | 8         | 3         |           | 11     |
| Усього        | 16        | 7         | 5         | 28     |

Ще дві серійні машини були поза ВО і перебували десь у Ленінградській області, а всі три прототипи — у музеї в Кубинці. Інформації про їх розподіл військових частин вкрай мало. Відомо, що на 1 травня 1941 року в 34-й танковій дивізії КОВО були на озброєнні 3 "Т-26 СУ-5", з них лише одна машина була боєздатною, дві інші належали до 3-ї категорії.
Надалі після початку Великої Вітчизняної війни самохідки СУ-5 брали участь у боях літом 1941 року. Також, судячи з журналу бойових дій 122 танкової бригади 54 армії, як мінімум 2 Су-5 брали участь у боях у районі Синявино у вересні 1941 року (судячи з усього, це були ті дві установки, які не значилися в РККА до червня 1941) .

## У сувенірній та ігровій індустрії
- World of Tanks (4 рівень представлені всі 3 варіанти як один під назвою СУ-5);
- War Thunder (1 ранг, БР 1.0 представлений варіант СУ-5-1).

1. 1 2 3 4 5 6 7  М. В. Коломиец. Т-26. Тяжёлая судьба лёгкого танка. — М. : Яуза, Стратегия КМ, Эксмо, 2007. — С. 104—108.
2. ↑  Анатолий Сорокин, Иван Слива. 122-мм гаубица обр. 1910/30 гг. В тени «обелисков славы» советской артиллерии // «Техника и вооружение», № 9, 2014. С. 37—43.
3. ↑  Боевой и численный состав вооруженных сил СССР в период Великой Отечественной войны (1941-1945 гг.). Статистический сборник № 1 (22 июня 1941 г.).